# Turn-Europameisterschaften 1977 (Männer)
Die 12. Turn-Europameisterschaften der Männer 1977 wurden in der Sowjetunion ausgetragen und fanden vom 28. bis 29. Mai in Vilnius statt. In sieben Wettbewerben konnten sich die sowjetischen Turner insgesamt vierzehn Medaillen sichern.

## Ergebnisse

### Mehrkampf
28. Mai 1977
| Rang | Athlet              | Punkte |
| ---- | ------------------- | ------ |
| 1    | Wladimir Markelow   | 57.800 |
| 2    | Alexander Tkatschow | 57.250 |
| 3    | Wladimir Tichonow   | 56.850 |
| 4    | Ralph Bärthel       | 56.450 |
| 4    | Stojan Deltschew    | 56.450 |
| 6    | Ferenc Donáth       | 56.250 |
| 7    | Eberhard Gienger    | 56.050 |
| 8    | Zoltán Magyar       | 55.950 |
| ...  |                     |        |
| 10   | Michael Nikolay     | 55.800 |
| 20   | Volker Rohrwick     | 54.200 |
| 32   | Reinhard Dietze     | 53.100 |

### Gerätefinals
29. Mai 1977
| Rang | Athlet              | Punkte |
| ---- | ------------------- | ------ |
| 1    | Alexander Tkatschow | 19.300 |
| 2    | Wladimir Markelow   | 19.150 |
| 3    | Wladimir Tichonow   | 19.100 |
| 4    | Ralph Bärthel       | 18.900 |
| 5    | Jiří Tabák          | 18.800 |
| 6    | Henri Boërio        | 18.550 |
| 7    | Eberhard Gienger    | 18.500 |
| 8    | Stojan Deltschew    | 18.400 |

| Rang | Athlet              | Punkte |
| ---- | ------------------- | ------ |
| 1    | Zoltán Magyar       | 19.800 |
| 2    | Michael Nikolay     | 19.550 |
| 3    | Wladimir Markelow   | 19.350 |
| 4    | Alexander Tkatschow | 19.000 |
| 5    | Stojan Deltschew    | 18.950 |
| 6    | Eberhard Gienger    | 18.850 |
| 7    | Wladimir Tichonow   | 18.550 |
| 8    | Ferenc Donáth       | 18.400 |

| Rang | Athlet              | Punkte |
| ---- | ------------------- | ------ |
| 1    | Wladimir Markelow   | 19.600 |
| 2    | Alexander Tkatschow | 19.400 |
| 3    | Wladimir Tichonow   | 19.150 |
| 4    | Robert Bretscher    | 19.100 |
| 5    | Ferenc Donáth       | 19.050 |
| 6    | Maurizio Montesi    | 19.000 |
| 7    | Henri Boërio        | 18.800 |
| 8    | Mihai Borș          | 18.750 |

| Rang | Athlet            | Punkte |
| ---- | ----------------- | ------ |
| 1    | Ralph Bärthel     | 19.275 |
| 1    | Jiří Tabák        | 19.275 |
| 3    | Wladimir Markelow | 19.050 |
| 4    | Zoltán Magyar     | 19.000 |
| 5    | Gabriel Calvo     | 18.925 |
| 6    | Wladimir Tichonow | 18.850 |
| 7    | Kurt Szilier      | 18.775 |
| 8    | Salder            | 18.700 |

| Rang | Athlet              | Punkte |
| ---- | ------------------- | ------ |
| 1    | Wladimir Tichonow   | 19.100 |
| 2    | Ralph Bärthel       | 18.900 |
| 2    | Eberhard Gienger    | 18.900 |
| 4    | Alexander Tkatschow | 18.850 |
| 5    | Zoltán Magyar       | 18.600 |
| 6    | Ferenc Donáth       | 18.400 |
| 7    | Stojan Deltschew    | 18.250 |
| 8    | Wladimir Markelow   | 17.150 |

| Rang | Athlet              | Punkte |
| ---- | ------------------- | ------ |
| 1    | Stojan Deltschew    | 19.350 |
| 2    | Alexander Tkatschow | 19.250 |
| 2    | Wladimir Markelow   | 19.250 |
| 4    | Henri Boërio        | 19.200 |
| 5    | Dan Grecu           | 19.050 |
| 6    | Zoltán Magyar       | 19.000 |
| 6    | Robert Bretscher    | 19.000 |
| 8    | Ferenc Donáth       | 18.950 |

## Medaillenspiegel
| Rang | Land                            | Gold | Silber | Bronze | Gesamt |
| ---- | ------------------------------- | ---- | ------ | ------ | ------ |
| 1    | Sowjetunion                     | 4    | 5      | 5      | 14     |
| 2    | Deutsche Demokratische Republik | 1    | 2      | –      | 3      |
| 3    | Ungarn                          | 1    | –      | –      | 1      |
| 3    | Tschechoslowakei                | 1    | –      | –      | 1      |
| 3    | Bulgarien                       | 1    | –      | –      | 1      |
| 6    | BR Deutschland                  | –    | 1      | –      | 1      |